# Обстріли Коростеня
Обстріли Коростеня — бойові дії за місто Коростень у Житомирській області України в рамках повномасштабного вторгнення РФ до України 2022 року (частина Російсько-української війни).

## Перебіг подій

### Лютий
25 лютого російський снаряд влучив у житловий будинок.

### Березень
2 березня у місті російські окупанти обстріляли з повітря телевежу і блокпости, були щонайменше четверо загиблих та поранені. 5 березня уночі окупанти завдали авіаударів по місту

### Квітень
25 квітня о 8:30 росіяни завдали ракетного удару по залізничному району Коростеня. У результаті влучання ракети був частково пошкоджений об’єкт інфраструктури залізниці, залізничне полотно не зазнало ушкоджень, травмованих та загиблих внаслідок удару немає. Цього ж дня було завдано загалом 5 ракетних обстрілів залізничних сполучень в Україні, зокрема жителі південної частини Житомирської області могли чути вибухи у сусідній Вінницький області, де також були ракетні обстріли м. Жмеринки та Козятина.

### Травень
В ніч з 22 на 23 травня росіяни завдали нового ракетного удару. Внаслідок влучання ракети пошкоджено промисловий об'єкт, уламками збитої ракети пошкоджено три будинки.

### Листопад
Вдень 15 листопада унаслідок російського ракетного обстрілу було зруйновано обладнання енергетичного об'єкта на Коростенщині.

### Грудень
Зранку 16 грудня росія завдала нового ракетного удару по об’єкту цивільної інфраструктури у Коростенському районі.

### Березень 2023
Уночі 22 березня 2023 року росія пошкодила об’єкт критичної інфраструктури Житомирщини, та дах будинку у селі Коростенського району. Атаку здійснили дронами-камікадзе "Shahed"